# Bunuri mobile din domeniul documente clasate în patrimoniul cultural național al României aflate în Argeș
Acestă listă conține bunurile mobile din domeniul documente clasate în Patrimoniul cultural național al României aflate la momentul clasării în Argeș.

## Tezaur
| Foto | Informații generale | Detalii tehnice                                                                       | Descriere | Deținător                                    | Legături |
| ---- | --- | ------------------------------------------------------------------------------------- | --- | -------------------------------------------- | -------- |
|      | Zapis de vânzare a lui Pârvu logofătul către Condil postelnicul Autor: Dolfascu, Pârvu - logofăt | Datare: 2 februarie 1649 Dimensiuni: L: 42 cm; La: 59 cm Material: hârtie             | Act de vânzare-cumpărare, încheiat între logofătul Pârvu Dolfascu din Stoenești și postelnicul Condil din Albești, pentru moșia din Șuici. Drept martori s-au semnat/ pus degetul/ paftaua mai mulți boieri. Documentul este scris în chirilică uncială. Prima literă este mai mare și îngroșată, alături de care se află crucea ajută decorată. | Muzeul Viticulturii și Pomiculturii, Golești | Cimec    |
|      | Carte domnească de împuternicire pentru Condil postelnicul și jupânița Stanca Autor: Cancelaria domnitorului Matei Basarab                                                                                               | Datare: 12 ianuarie 1643 Dimensiuni: L: 29,5 cm; La: 20,5 cm Material: hârtie         | Cartea domnească începe cu formula tipică Evului Mediu: „milosteiu bojieiu Io Matei Basarab voievod i gospodin davat gvmid sie poveleanie...". Cartea domnească, emisă de cancelaria domnitorului Matei Basarab, întărește postelnicului Condil și jupâniței Stanca casa din Șuici, o moară și pe Stan din Podeni. Documentul, scris în chirilică semiuncială, are semnătura și pecetea cancelariei domnitorului Matei Basarab, scrise cu cerneală de culoare roșu închis. | Muzeul Viticulturii și Pomiculturii, Golești | Cimec    |
|      | Vladul Rusat și soția sa Vișa vând un teren pe Valea Poienarilor de Muscel, lui Pătru din Corbi | Datare: 1639 octombrie Dimensiuni: L: 14 cm; La: 13,5 cm Material: hârtie             | Zapis prin care Vladul Rusat și soția sa Vișa vând „un loc pre Valea Poienarilor la Salce, drept bani gata 150” lui Pătru din Corbi. La această „tocmeală” au fost martori mai mulți săteni. Documentul are, în partea stângă sus, cruce ajută, iar în partea de jos, amprentele digitale ale celor doi vânzători. Este scris în chirilică uncială. | Muzeul Viticulturii și Pomiculturii, Golești | Cimec    |
|      | Drăgoi vinde logofătului Bunei casa și moșia Autor: Drăgoi din Bădiceani | Datare: 28 octombrie 1643 Dimensiuni: L: 22 cm; La: 15,7 cm Material: hârtie          | Zapis prin care Drăgoi vinde logofătului Bunei, casa și moșia sa din Bădiceani „pe bani gata 72". Martori au fost mai mulți boieri și săteni, iar Drâgoi vânzătorul își pune, „... pentru credință, în loc de pecete, dejetul”. Documentul este scris în chirilică uncială, pe o singură pagină. În partea din stânga sus are cruce ajută, iar, în partea de jos, locul unde Drăgoi a pus degetul. Pe verso, scris pe centrul hârtiei, „Zapis de Bădiceani”. Hârtia are imprimat, în fundal, acvila cu crucea în cioc. | Muzeul Viticulturii și Pomiculturii, Golești | Cimec    |
|      | Zapis de vânzare al lui Dragomir spătarul, din Copăceni către Dumitrașco postelnicul, din Șuici Autor: Dragomir din Copăceni                                                                                             | Datare: 20 iulie 1648 Dimensiuni: L: 30,5 cm; La: 21,5 cm Material: hârtie            | Zapis de vânzare prin care Dragomir spătarul, fiul lui Deatco vornic din Copăceni vinde doi copii de români lui Dumitrașco postelnic, din Șuici. Drept martori s-au semnat mai mulți boieri, între care și autorii actului, care și-au pus și degetele. Documentul este scris în chirilică, tipul de scriere uncială. | Muzeul Viticulturii și Pomiculturii, Golești | Cimec    |
|      | Radu din Poienari vinde lui Ion vătaful din Corșori moșia de la Viișoara Autor: Radu din Poienari | Datare: 10 decembrie 1647 Dimensiuni: L: 33,5 cm; La: 21 cm Material: hârtie          | Documentul conține două acte de vânzare-cumpărare, ale lui Radu și Văsiio din Poenărei către aceeași persoană, Ion Vătaful din Corșori. Sunt menționate locurile unde s-au vândut terenurile, precum și sumele pentru care s-a făcut tranzacția. Actele sunt redactate în aceeași zi, și scrise de același grămătic, Popa Ion. Zapisul are imprimat în fundal, în partea centrală, acvila cu crucea în cioc. | Muzeul Viticulturii și Pomiculturii, Golești | Cimec    |
|      | Zapis de vânzare al lui Nestor din Nucșoara către Ion din Corbușori Autor: Nestor din Nucșoara | Datare: 18 ianuarie 1650 Dimensiuni: L: 42,5 cm; La: 33,5 cm Material: hârtie         | Zapis de vânzare-cumpărare, prin care Nestor din Nucșoara vinde vătafului Ion din Corbușori partea sa de moșie „… peste tot hotarul den câmp, den pădure, den apă, den munți...” pentru suma de 86 ughi (galben unguresc), cu „știrea tuturor megiașilor”. Între martori, au fost și Pătru - vătaful din Corbușori, Radu - logofătul din Brătieni, Alexe din Pitești. Zapisul este scris în chirilică, tipul uncială, pe hârtie ce are imprimată în fundal, în partea centrală, acvila cu crucea în cioc. | Muzeul Viticulturii și Pomiculturii, Golești | Cimec    |
|      | Neagoe din Poenărei primește banii pe stupi de la Iane Brătianul Autor: Neagoe din Poenărei | Datare: 15 mai 1724 Dimensiuni: L: 30 cm; La: 21,5 cm Material: hârtie                | Zapis prin care Neagoe și fratele său Lazăr, din Poenărei confirmă plata stupilor vânduți lui Iane Brătianu „încă de an” (de anul trecut), precum și plata în avans primită pentru alți stupi pe care urmează să-i dea lui Iane Brătianu. Documentul este scris în chirilică uncială. | Muzeul Viticulturii și Pomiculturii, Golești | Cimec    |
|      | Zapis de vânzare al lui Lazăr diaconul din Poienărei către Cristei din Poienărei Autor: Lazăr din Poienărei | Datare: 22 martie 1681 Dimensiuni: L: 31 cm; La: 21,5 cm Material: hârtie             | Zapis prin care Lazăr diaconul din Poienărei vinde lui Cârstei din Poienărei un loc din malul Badei până în hotarul Brătienilor, pentru suma de 4 galbeni, „ca să-i fie lui moșie până în veac, lui și feciorilor și nepoților... și de către nimeni bântuială să nu aibă... și când s-au scris acest zapis fost-au tot satul mărturie”. Între martori sunt amintiți: popa Teodor din Mușetești, Antonie - fiul popei Teodor, Stanciul de la mănăstirea Arefu care, alături ce cei care au redactat zapisul, s-au și semnat. Tipul de scriere este chirilică uncială. | Muzeul Viticulturii și Pomiculturii, Golești | Cimec    |
|      | Iane Brătianu împreună cu frații săi Oancea și Iordache pun gaj moșia Poienăreilor pentru suma de 95 taleri Autor: Brătianu, Iane; Brătianu, Oancea; Brătianu, Iordache                                                  | Datare: 2 iunie 1728 Dimensiuni: L: 30 cm; La: 21,5 cm Material: hârtie               | Zapisul lui lane, Oancea și lordache Brătianu prin care au „pus moșia Poienăreilor zălog” pentru suma de 95 de taleri, timp de doi ani, pentru plata birului. Jupânul Costandin Topuh, cel care-i împrumută, va ține moșia timp de doi ani, cu tot cu veniturile ce le va obține „din pomi or din câmp or din pădure or din poene or din porumb or din miere or din ce ar fi pe moșie”. Documentul, scris în chirilică uncială, are semnăturile celor trei autori: lane Brătianu, Oancea Brătianu și lordache Brătianu. | Muzeul Viticulturii și Pomiculturii, Golești | Cimec    |
|      | Ion Butoi și soția sa Neacșa vând moșia din Poenărei lui Iane Brătianu pentru 20 de taleri Autor: Butoi, Ion | Datare: 10 octombrie 1721 Dimensiuni: L: 29,5 cm; La: 20,5 cm Material: hârtie        | Zapisul lui Ion Butoi din Poenărei și al soției sale Neacșa prin care vând partea lor de moșie din Poenărei, „den siliște, den câmp, den pădure, den apă, den munte” logofătului Iane Brătianu, pentru suma de 20 de taleri. Actul de vânzare-cumpărare a fost scris în prezența mai multor martori, care s-au și semnat. Documentul este scris în chirilică semiuncială. | Muzeul Viticulturii și Pomiculturii, Golești | Cimec    |
|      | Zapis al lui Histodor arnăutul prin care întoarce lui Iane Brătianu moșia Poenărei Autor: Histodor arnăutul | Datare: 14 martie 1777 Dimensiuni: L: 31 cm; La: 21,5 cm Material: hârtie             | Zapisul lui Histodor arnăutul prin care vinde lui Iane Brătianu moșia Poenărei, cumpărată de la Ioniță șetrar și pe care arnăutul o făcuse danie mănăstirii de la Argeș. Moșia aparținuse lui Iane Brătianu, care o răscumpără pentru suma de 100 de taleri. Documentul este scris în chirilică semiuncială, anul datării fiid scris cu slovocifre, dar „în anii de la Iisus Hristos” (era bizantină). | Muzeul Viticulturii și Pomiculturii, Golești | Cimec    |
|      | Zapis al lui Grigorie paharnicul către arhimandritul Argeșanu pentru vinderea moșiei Autor: Grigorie paharnicul | Datare: 23.10.1777 Dimensiuni: L: 22 cm; La: 15,5 cm Material: hârtie                 | Grigorie paharnicul, cumnatul lui Iane Brătianu, cere lui Histodor arnăutul, zapisul de vânzare a moșiei Poenărei (Iane Brătianu o răscumpărase de la Histodor, dar acesta nu i-a dat zapisul), pentru a-l înmâna arhimandritului Argeșanu, cel care cumpărase moșia de la Iane Brătianu. Clarificarea pricinei moșiei Poenărei de către cumnatul lui Iane Brătianu, Grigorie paharnicul, înseamnă că la data de 23 octombrie 1777 Iane Brătianu nu mai trăia. Documentul este scris în chirilică semiuncială și are semnătura paharnicului Grigorie. Anul zapisului este scris conform calendarului gregorian, nu după era bizantină. | Muzeul Viticulturii și Pomiculturii, Golești | Cimec    |
|      | Zapis al lui Istodor arnăutul către Ene Brătianu pentru reîntoarcerea moșiei Poenărei Autor: Istodor arnăutul | Datare: 18 februarie 1777 Dimensiuni: L: 23,5 cm; La: 17,5 cm Material: hârtie        | Istodor arnăutul cumpără de la loniță, fiul șetrarului lorga, moșia Poenărei. Ene Brătianul, având împreună moșia Poenărei, cu vărul său loniță și, neînțelegându-se cu acesta, cere lui Istodor arnăutul întoarcerea moșiei. Istodor este de acord, cu condiția să i se returneze cei 125 de taleri pe care-i plătise pentru moșie. Documentul este scris în chirilică semiuncială și are imprimat în fundal leul. Este semnat de loniță „loniță sin loniță mărturie", Istodor „Eu Istodor arnăutul adeverez” și Neagu logofăt. Datarea documentului este scrisă în era bizantină. | Muzeul Viticulturii și Pomiculturii, Golești | Cimec    |
|      | Carte de judecată a lui Damaschin arhimandritul de Argeș către Iane Brătianu pentru moșia Poenărei Autor: Damaschin, arhimandritul de Argeș                                                                              | Datare: 6 iulie 1777 Dimensiuni: L: 33 cm; La: 22 cm Material: hârtie                 | Damaschin, arhimandritul de Argeș, scrie „vel logof. al Țerei de Jos” lane Brătianu despre pricina ce a avut-o Brătianul cu Istodor arnăutul, pentru moșia Poenărei. Arhimandritul cumpărase moșia de la Istodor, însă, din cauza neînțelegerii dintre lane Brătianu și loniță (loniță, fiul șetrarului lorga, o vânduse lui Istodor, fără voia lui lane Brătianul), care dețineau această moșie, o reîntoarce lui lane Brătianu. Documentul, scris în chirilică uncială, începe cu formula „Cinstite și de bun neam vel logof. de Țara de Jos, cu smerenie și plecăciune mă închin dumitale”; este semnat „Damaschin arh. Argeșu”. | Muzeul Viticulturii și Pomiculturii, Golești | Cimec    |
|      | Carte de judecată emisă de cancelaria domnitorului Alexandru Ipsilanti pentru moșia Poenărei Autor: Ipsilanti, Alexandru                                                                                                 | Datare: 4 aprilie 1777 Dimensiuni: L: 34,5 cm; La: 23,5 cm Material: hârtie           | Cancelaria domnitorului Al. Ipsilanti emite cartea de judecată pentru moșia Poenărei. În urma judecății, moșia revine lui lane Brătianu. Documentul este scris în chirilică uncială. Începe cu formula „Din luminata poruncă a Măriei Sale, prea înălțatul nostru domn Io Alexandru Ipsilanti voievod...”. Are imprimat în fundal o coroană și literele „P S". Este semnat de mai multe persoane: Vladul vel clucer, Scarlat vel logofăt, D(rago)mir vel paharnic. Data întocmirii documentului este scrisă conform erei creștine. | Muzeul Viticulturii și Pomiculturii, Golești | Cimec    |
|      | Zapis de confirmare a moșiilor cumpărate de Iane Brătianu și Șerban Vlădescu în Poenărei Autor: Brătianu, Iane; Vlădescu, Șerban                                                                                         | Datare: 1780 Dimensiuni: L: 29,5 cm; La: 20 cm Material: hârtie                       | Documentul atestă toate moșiile cumpărate, în timpul vieții, de lane Brătianul și comisul Șerban Vlădescu. Pentru fiecare moșie, în parte, sunt menționate anul cumpărării, numărul de zapise existente, suma în taleri și bani, proprietarii de la care s-au cumpărat terenurile. Zapisul este scris pe coloane, tipul scrierii fiind chirilica semiuncială. Interesantă este mențiunea prin care comisul Șerban Vlădescu cumpără, în anul 1692, o moșie în Poenărei, cu „2 delnițe și 35 de locuri și cu un munte ce să chiamă Nedeia”, numele nedeia, fiind legat de vechile sărbători ale Nedeilor. | Muzeul Viticulturii și Pomiculturii, Golești | Cimec    |
|      | Istoricul Poenăreilor Autor: Brătianu, Constantin | Datare: 5 mai 1827 Dimensiuni: 2 file; L: 25 cm; La: 20 cm Material: hârtie           | Documentul, scris și semnat de Constantin Brătianu, reprezintă istoricul moșiei Poenărei, din plaiul Nucșoara, „ot sud Muscel”. Sunt consemnate toate litigiile pe care le-au avut Brătienii pentru moșia Poenărei. Are imprimat în fundal textul „Görjeny”. Este semnat de Constantin Brătianu. Tipul scrierii este chirilică semiuncială. Cea de-a doua filă are pe verso, scris la o dată ulterioară redactării documentului, o genealogie a Brătienilor. | Muzeul Viticulturii și Pomiculturii, Golești | Cimec    |
|      | Hotărâre judecătorească emisă de Judecătoria Mușcel pentru hotărnicia Lereștilor Autor: Judecătoria de Mușcel | Datare: 25 iulie 1834 Dimensiuni: 2 file; L: 33 cm; La: 20,7 cm Material: hârtie      | Hotărâre judecătorească emisă de Judecătoria Muscel pentru hotărnicia Lereștilor, moșie deținută de boierii Brătieni. Din document reiese genealogia șetrăresei Safta Brătianu, care este scrisă, sub formă de arbore genealogic, la sfârșitul documentului. Cartea de judecată oferă informații despre evoluția stăpânirii de moșii, a boierilor Brătieni în zona de nord a județului Argeș. Are imprimată parafa Judecătoriei de Muscel, este semnat de președintele judecătoriei, Dumitrache Uriceanu și de judecătorii Constandin Vlădescu - șetrar, Dumitrache Onicescu - vistier și Alex[andru] Vlădiceanu - grafier. | Muzeul Viticulturii și Pomiculturii, Golești | Cimec    |
|      | Zapis de confirmare a stăpânirii satului Poenărei de către Enache Brătianu Autor: Radu Cercel; Grigore Neagoe; Aldea fiul lui Cârstea; Dumitrache Arnăuțoiu; Grigore fiul lui Iordache; Grigore Arnăuțoiu                | Datare: 13 iunie 1837 Dimensiuni: 2 file; L: 22 cm; La: 17,5 cm Material: hârtie      | Zapisul, scris de bătrânii din Poenărei, plaiul Nucșoara, confirmă stăpânirea satului Poenărei de către „dumnealui boieru Enache Brătianu de la Șuici”, iar „pentru credința celor scrise, moșnenii s-au semnat, trecându-și și vârsta: „Eu moș Radu Cercel, om ca de 106 ani adeverez”, „Eu Grigore Arnăuțoiu ... ispravnicul... om ca de 76 ani adeverez”. Tipul scrierii este chirilica semiuncială. | Muzeul Viticulturii și Pomiculturii, Golești | Cimec    |
|      | Prețurile de vânzare a produselor și serviciilor în Ținutul Galați Autor: Departamentul Trebilor din Lăuntru (din 1861 Ministerul de Interne)                                                                            | Datare: 2 mai 1852 Dimensiuni: 10 file; L: 35 cm; La: 21,5 cm Material: hârtie        | Catalogul, scris în chirilică, cu litere de tipar, cuprinde prețurile de vânzare a produselor, în Ținutul Moldova (Principatul Moldaviei), regiunea Galați. Este structurat pe coloane, care conțin „Numele producturilor" (produselor) și prețurile maximale și minimale („cele mari, de mijloc, mai jios") exprimate în lei și „părți de lei” (bani). Pe fiecare filă este trecut, sub formă de antet „Prețurile politicite pentru vânzarea producturilor în ținutul”. De exemplu: o oca de grâu se vindea cu un preț cuprins între 140 și 155 lei; ocaua de orz se vindea cu un preț între 70 și 75 lei; pâinea albă - 36 bani; un bou costa între 250 și 410 lei; o vacă între 100 și 200 lei; un miel - între 12,2 și 16 lei, un galben olandez - între 43 și 46 lei; un galben împărătesc - 43-46 lei; un taler „austricecu” -18,3 lei; un taler „șpaniol” - 19,32 lei etc. Pe ultima filă, scris în chirilică semiuncială, este consemnată stabilirea prețurilor produselor și serviciilor din catalog, de către „Sfatul Orășenilor din Galați”. Central, se află parafa Ținutului Galați. Are formă ovală, în câmpul din centru, stema Moldovei; în partea superioară stemei, scris pe oval, în chirilică de tipar „Principatul Moldovei”, iar în partea inferioară, „Eforia Târgul Galați 1849”. În partea din dreapta jos a filei, o altă ștampilă, de formă ovală, în câmpul din centru, stema Moldovei; în partea superioară stemei, scris pe oval, în chirilică de tipar „Principatul Moldovei”, iar în partea inferioară „[text ilizibil]...Covurlui 1825". Pe verso, semnalăm prezența unei alte ștampile: are formă ovală, în câmpul din centru se află stema Moldovei, în partea superioară stemei, scris pe oval „Prințipatul Moldaviei”, iar, în partea de jos „Departamentul den Lăuntru”, anul de pe ștampilă nu este lizibil. Catalogul este redactat de „Departamentul Trebilor din Lăuntru” - din anul 1861 se va numi Ministerul de Interne, ca urmare a unificării Principatelor și reformelor administrative inițiate de domnitorul Alexandru loan Cuza. Prezintă mai multe semnături indescifrabile. | Muzeul Viticulturii și Pomiculturii, Golești | Cimec    |
|      | Cuvântare rostită de Iordache Golescu în Extraordinara Obștească Adunare Autor: Golescu, Gheorghe (Iordache) | Datare: 1831 Dimensiuni: 30 file; L: 30 cm; La: 20 cm Material: hârtie                | Zapisul, pe hârtie, cu Leul imprimat în fundal, conține discursul rostit de lordache Golescu cu prilejul deschiderii lucrărilor Regulamentului Organic, în Țara Românească, din anul 1831. Discursul politic este structurat în 18 puncte, în care prezintă, succint, ultimele evenimente desfășurate pe scena istoriei sud-est europene, și consecințele acestora în viața socio-economică și politică a Principatelor Române. Enumeră reformele administrative și politice ce se impun unei bune „ocârmuiri” a Țărilor Române. Aceste revizuiri în plan economic, politic și social vor fi discutate în „Adunarea Ecstraordinară, după vechiu obiceiu al țării”. Sunt structurate în 9 capitole, pe care lordache Golescu le enumără și detaliază. De exemplu: în capitolul 1, numit „Alejerea domnului”, Adunarea Obștească „aleje” domnitorul conform prevederilor tratatelor de la Akerman și Adrianopol; în capitolul al doilea, este stabilită componența Adunării Obștești, sub președinția mitropolitului Țării Românești. În celelalte capitole, sunt fixate comisii care se ocupă de sectoarele: administrativ, financiar, comercial, judecătoresc, siguranța națională, învățământ, educație, medicină. | Muzeul Viticulturii și Pomiculturii, Golești | Cimec    |
|      | Cuvânt la deschiderea Extraordinarei Obștești Adunări Autor: Golescu, Gheorghe (Iordache) | Datare: 1831 Dimensiuni: 2 file; L: 50 cm; La: 34 cm Material: hârtie                 | Zapisul, pe hârtie, cu Leul imprimat în fundal, conține cuvântul de deschidere a lucrărilor Obșteștii Adunări a Țării Românești, din anul 1831. Este scris în chirilică, tipul de scriere uncială, cu cerneală neagră, are semnătura și titulatura lui Gheorghe (lordache) Golescu: Marele logofăt al Dreptății lordache Golescu. Anul 1831 aduce cu sine deschiderea Obșteștii Extraordinare Adunări pentru votarea Regulamentului Organic în Țara Românească. Lucrările adunării s-au deschis în martie, în prezența președintelui Kisselev și a vicepreședintelui Minciaky. Cu acest prilej, lordache Golescu, în calitate de mare logofăt la Țării de Sus, citește cuvântul împuternicitului Prezident. Discursul, început cu formula „Prea cinstită Obștească Adunare”, face o scurtă incursiune în istoria românilor, preaslăvește „... pe cea mai mare și nemărginită putere, o statornică apărătoare... Imperiul Țarist” și anunță deschiderea lucrărilor pentru „... reforma Organicescului Regulament...”. | Muzeul Viticulturii și Pomiculturii, Golești | Cimec    |
|      | Anafora de hotărnicie pentru moșia Leurdeni Autor: Golescu, Gheorghe (Iordache) | Datare: 31 martie 1820 Dimensiuni: 2 file; L: 29 cm; La: 19,5 cm Material: hârtie     | Anaforeaua, scrisă de lordache Golescu, începe cu formula „Prea înălțate Doamne” și este adresat domnitorului „Nicolae Alexandru” (Alexandru Șuțu 1818-1821), prin care cere numirea unui slujitor domnesc pentru rezolvarea hotărniciei moșiei Leurdeni; urmând ca, la o dată ulterioară, stabilită de domn, să se facă „... hotărnicia după mulțumirea tuturor vecinilor”. Documentul este semnat de lordache Golescu, utilizând formula „al Mării Tale plecată slugă lordache Golescu”. Tipul scrierii este chirilică semiuncială. | Muzeul Viticulturii și Pomiculturii, Golești | Cimec    |
|      | Zapis emis de cancelaria domnitorului Șuțu pentru hotărnicia moșiei Leurdeni Autor: Cancelaria domnitorului Șuțu | Datare: 12 aprilie 1820 Dimensiuni: 2 file; L: 33 cm; La: 21,5 cm Material: hârtie    | Prin zapis, domnitorul numește pe Simion - aprod hatmanicesc, să meargă la fața locului pentru rezolvarea hotărniciei moșiei Leurdeni. Fiecare vecin trebuie să prezinte actele justificative pentru partea sa de moșie. Cei mulțumiți de hotărnicia făcută de aprodul hatmanicesc vor semna zapisul, iar cei nemulțumiți să plătească slujbaș domnesc (mumbașiș). Documentul prezintă o ștampilă, cu stema Țării Românești. | Muzeul Viticulturii și Pomiculturii, Golești | Cimec    |
|      | Foaie de zestre pentru Catinca Golescu la măritiș Autor: Golescu, Gheorghe (Iordache) | Datare: 25 februarie 1847 Dimensiuni: 3 file; L: 32,5 cm; La: 21 cm Material: hârtie  | Prin foaia de zestre, lordache Golescu dăruiește fiicei sale Catinca, pentru măritiș, moșii sau părți de moșii: Leurdeni, partea din Răteștii Tufenea, Groșătul, precum și suma de „2000... galbeni împărătești austrieci din care să facă și cele trebuincioase pentru nuntă”. Pentru fiecare moșie, sau parte de moșie sunt specificate părțile componente și suprafața. De exemplu, moșia Leurdeni cuprindea: case, han, cârciumă, biserică de zid, plantații de viță-de-vie, grădini - ocupând o suprafață de 413 stânjeni. Documentul este semnat de lordache Golescu. | Muzeul Viticulturii și Pomiculturii, Golești | Cimec    |
|      | Gheorghe Golescu către domnitorul Șuțu, pentru rezolvarea litigiului moșiei Leurdeni; Răspunsul domnitorului și cercetarea pe teren făcută de trimisul domnului, Alexandru Filipescu Autor: Golescu, Gheorghe (Iordache) | Datare: 28 mai 1819 Dimensiuni: 2 file; L: 32 cm; La: 22 cm Material: hârtie          | Documentul prezintă cererea lui lordache Golescu către domnitorul Alexandru Șuțu pentru rezolvarea litigiului moșiei Leurdeni, pe care îl avea cu serdarul Răducanu. Anaforaua conține și răspunsul domnitorului Șuțu, prin care numește pe Alexandru Filipescu - vel logofăt să meargă la fața locului, pentru stabilirea hotarelor moșiei. Numele boierului hotarnic și semnătura lui lordache sunt scrise cu o cerneală mai deschisă la culoare. Răspunsul domnitorului este însoțit de semnătura acestuia și de ștampilă. În continuarea documentului avem prezentată cercetarea în teren, făcută de Alexandru Filipescu, care cheamă toți vecinii să-și prezinte „sineturile” doveditoare pentru a se putea realiza hotărnicia moșiei Leurdeni. | Muzeul Viticulturii și Pomiculturii, Golești | Cimec    |
|      | Hotărnicia lui Iordache Golescu pentru moșiile Mălureni și Udeni Autor: Șerbănescu, Ioan | Datare: 5 august 1835 Dimensiuni: 4 file; L: 37 cm; La: 24 cm Material: hârtie        | Zapisul se referă la hotărnicia moșiilor Mălureni și Udeni, din județul Argeș, ce au aparținut lui lordache Golescu. Hotărnicia a fost făcută de Ioan Șerbănescu, la cererea vornicului lordache Golescu. Documentul menționează și moșia Căteșci (Căteasca), din care lordache a vândut o parte. Documentul are imprimate în fundal literele „V L G", este semnat de clucerul Ioan Șerbănescu. Hârtia are antetul: „Agenția Principatelor Unite la Constantinopol”. Tipul scrierii: chirilică uncială. | Muzeul Viticulturii și Pomiculturii, Golești | Cimec    |
|      | Carte de hotărnicie dată de clucerul Ioan Șerbănescu vel vornicului Iordache Golescu Autor: Șerbănescu, Ioan | Datare: 5 august 1835 Dimensiuni: 2 file; L: 37 cm; La: 24 cm Material: hârtie        | Cartea de hotărnicie întărește vornicului lordache Golescu moșiile Cătești și Groșatul. Drept acte doveditoare, lordache Golescu a prezentat un număr impresionant de manuscrise. Pentru moșia Groșatul a prezentat patru documente, datate în intervalul 1640-1662, iar pentru moșia Cătești - 9 documente, datate în intervalul 1637-1646. Sunt specificate hotarele celor două moșii, precum și suprafețele lor. Documentul este semnat de Ioan Șerbănescu clucer. | Muzeul Viticulturii și Pomiculturii, Golești | Cimec    |
|      | Carte de cercetare pentru hotărnicia moșiilor lui Iordache Golescu din Muscel și Vlașca Autor: Șerbănescu, Ioan | Datare: 1 noiembrie 1819 Dimensiuni: 10 file; L: 33 cm; La: 22 cm Material: hârtie    | Documentul clarifică hotarele moșiilor lui lordache Golescu în Muscel și Vlașca. Sunt descrise documentele justificative arătate de lordache, fiind stabilite, astfel, dimensiunile și vecinii moșiilor. Sunt specificate numele: vecinilor (boieri Leurdeni, Călinești etc), ale moșiilor învecinate (o bună parte din aceste denumiri astăzi nu mai există), ale hotarelor existente. Tipul scrierii: chirilică uncială. | Muzeul Viticulturii și Pomiculturii, Golești | Cimec    |
|      | Hotărnicia generală a moșiilor lui Iordache Golescu Autor: Șerbănescu, Ioan | Datare: 28 decembrie 1830 Dimensiuni: 30 file; L: 35,5 cm; La: 24 cm Material: hârtie | Documentul cuprinde hotărnicia generală a moșiilor lui lordache Golescu; a fost redactat de clucerul loan Șerbănescu, către Divanul Judecătoresc al Principatului Țării Românești, în anul 1830. A fost adeverit de grefierul Argeșului, Chirculescu, la data de 13 august 1834. Cuprinde lista sineturilor, între care și ordinul lui Șerban Vodă prin care dă dreptul Goleștilor să răscumpere partea ce o vânduse Porpiria Fărtcășanca (în anul 1684). Conform documentului, lordache Golescu avea următoarele moșii în Muscel și Vlașca: Leurdeni - sud Muscel, Groșetu - sud Muscel, Crângureasa - sud Muscel, doi cedri de loc - sud Muscel, 100 de stânjeni din Baloteasca, Rătești (Tufeni) - sud Vlașca, Cacaleții de Rovină - sud Vlașca, Popești - sud Vlașca, Cătești - sud Vlașca, Popeșteni - sud Vlașca, Mălureni - sud Vlașca, Udeni - sud Vlașca. Documentul este semnat de loan Șerbănescu, grefierul Chirculescu, igumen Râncăcioveanu. | Muzeul Viticulturii și Pomiculturii, Golești | Cimec    |